# Dó sustenido menor
Dó sustenido menor (abreviatura no sistema europeu Dó♯ m e no americano C♯m) é a tonalidade que consiste na escala menor de dó sustenido e contém as notas dó sustenido, ré sustenido, mi, fá sustenido, sol sustenido, lá, si e dó sustenido. A sua armadura contém, pois, quatro sustenidos. A sua tonalidade relativa é mi maior e a sua paralela dó sustenido maior. As alterações para as versões melódicas e harmônicas são escritas se forem necessárias.

## Composições clássicas em dó sustenido menor
- Prelúdio e Fuga Número 4[1] - Johann Sebastian Bach